# Pelteobagrus tonkinensis
Pelteobagrus tonkinensis är en fiskart som beskrevs av Nguyen 2005. Pelteobagrus tonkinensis ingår i släktet Pelteobagrus och familjen Bagridae. Inga underarter finns listade i Catalogue of Life.